# Галлас, Вильям
Вилья́м Галла́с (фр. William Gallas, французское произношение [wiljam ɡalas]; род. 17 августа 1977, Аньер-сюр-Сен) — французский футбольный защитник и тренер. Известен своими выступлениями за «Челси», «Арсенал» и «Тоттенхэм Хотспур». В 2001 году подписал контракт с «Челси». В 2006 перешёл в другой лондонский клуб — «Арсенал» и в 2007 году стал в нём капитаном, но в 2010 году перешёл в стан главных соперников «канониров» — «Тоттенхэм Хотспур».

## Карьера

### Ранние годы
Вильям Галлас — выпускник французской футбольной академии Клерфонтен. Начинал свою карьеру в клубе второй французской лиги «Кан», где помог добиться своему клубу повышения в классе в 1996 году. В 1997 году он перешёл в «Марсель», где провёл 4 сезона.

### «Челси»
В 2001 году Галлас перешёл в лондонский «Челси» за 6,2 млн фунтов стерлингов. Он выбрал футболку с номером 13. Под руководством тогдашнего тренера синих Клаудио Раньери Галлас выступал в центре обороны рядом с Марселем Десайи и позднее с Джоном Терри; с Терри он образовал непробиваемую связку, пропустившую всего лишь 1 гол в 16 играх подряд. Временами Галлас играл и на правом краю обороны.
Под руководством преемника Раньери Жозе Моуриньо Галлас был частью команды, которая выиграла 2 чемпионских титула, Кубок и Суперкубок Англии. «Синие» также дошли до полуфинала Лиги чемпионов 2004/05, где были остановлены «Ливерпулем», потерпев поражение 1-0, благодаря голу-фантому Луиса Гарсии. Когда Уэйн Бридж в сезоне 2004/05 получил серьёзную травму, Галлас играл левого защитника. Несмотря на покупку летом 2005 года Асьера дель Орно у «Атлетика» из Бильбао, Галлас большую часть сезона провёл на левом краю обороны, но такая ситуация его не устраивала. В мае 2007 года контракт Вильяма заканчивался, но он не спешил его продлевать, мотивируя это тем, что его не устраивает зарплата.
После Чемпионата мира 2006 Галлас отказался от предсезонного турне «Челси» по США якобы из-за усталости после мундиаля. Во время присвоения номеров на новый сезон 13-й номер Галласа был вручён новичку «синих» Михаэлю Баллаку. После этого стало ясно, что дни Галласа в «Челси» сочтены.
1 сентября 2006 года Галлас перешёл в другой лондонский клуб «Арсенал», а в обратном направлении проследовал Эшли Коул. «Арсенал» получил также 5 млн фунтов стерлингов доплаты.

### «Арсенал»
Галлас подписал с «Арсеналом» 4-летний контракт и взял футболку с номером 10, освободившуюся после ухода из клуба Денниса Бергкампа. Дебютировал за свой новый клуб в качестве левого защитника в ничейном матче против «Мидлсбро» (1-1) 9 сентября 2006 года. Забил первый гол за «канониров» в матче против «Шеффилд Юнайтед» 23 сентября 2006 года.
После ухода Тьерри Анри в «Барселону» в 2007 году Галлас получил от Арсена Венгера капитанскую повязку. Его первая игра в качестве капитана клуба состоялась 12 августа 2007 года против «Фулхэма». 16 декабря 2007 года Галлас забил гол против своего бывшего клуба «Челси», ставший единственным в матче. В августе 2008 года было подтверждено, что Галлас останется капитаном «Арсенала» на сезон 2008—2009.
В ноябре, Галлас дал интервью газете Associated Press, в котором он раскритиковал моральное состояние команды и добавил, что молодые игроки «Арсенала» должны показывать более высокий уровень. За это он был исключён из заявки на матч против «Манчестер Сити», оштрафован на 2-недельную зарплату и лишён капитанской повязки.
Несмотря на различные слухи, Галлас остался в «Арсенале» и на сезон 2009/10, и в первых 3 матчах забил 3 гола. 17 февраля, Галлас провёл свой сотый поединок за «пушкарей» против «Челси».
По окончании сезона контракт Галласа с «Арсеналом» закончился, но о новом контракте игрок и руководство не договорились. В августе появились сообщения о том, что Вильямом Галласом интересуется лондонский «Тоттенхэм Хотспур», а 20 августа слухи относительно этого перехода подтвердил сам тренер «Тоттенхэма» Гарри Реднапп. Он сказал, что в пятницу игрок пройдет медосмотр и подпишет контракт сроком на 1 год.

### «Тоттенхэм Хотспур»
22 августа 2010 года на правах свободного агента перешёл в стан принципиального соперника «Арсенала» — «Тоттенхэм Хотспур». Контракт подписан сроком на 1 год. 11 сентября 2010 года дебютировал за новый клуб в матче против «Вест Бромвич Альбион» на стадионе «Хоторнс», который завершился со счетом 1:1. 28 марта 2011 года продлил контракт со «шпорами» сроком до лета 2013 года. В Тоттенхэме Галлас сразу стал основным защитником, умело действуя как в связке с Доусоном, так и с Кингом. Конец сезона 2010/11 и начало сезона 2011/12 пропустил из-за травмы, восстановился лишь к концу октября. 6 июня 2011 Вильям Галлас объявил о завершении выступлений за сборную Франции. 10 июня 2013 года «Тоттенхэм» объявил об уходе из команды Галласа на правах свободного агента.

### «Перт Глори»
Лишь в октябре 2013 года Галлас нашёл команду, где продолжил свою футбольную карьеру. Этим клубом стал австралийский «Перт Глори». 16 октября 2014 года завершил карьеру футболиста.

## Достижения
Командные
Кан
- Чемпион Лиги 2: 1995/96

Челси
- Чемпион Премьер-лиги (2): 2004/05, 2005/06
- Обладатель Кубка Футбольной лиги: 2005
- Обладатель Суперкубка Англии: 2005

Сборная Франции
- Обладатель Кубка конфедераций: 2003
- Серебряный призёр чемпионата мира: 2006

Личные
- Команда года по версии ПФА (2): 2003, 2006

## Статистика
| Выступление       | Выступление      | Выступление      | Чемпионат | Чемпионат | Кубки | Кубки | Еврокубки | Еврокубки | Итого | Итого |
| Клуб              | Лига             | Сезон            | Игры      | Голы      | Игры  | Голы  | Игры      | Голы      | Игры  | Голы  |
| ----------------- | ---------------- | ---------------- | --------- | --------- | ----- | ----- | --------- | --------- | ----- | ----- |
| Кан               | Лига 2           | 1995/96          | 16        | 0         | 3     | 0     | 0         | 0         | 19    | 0     |
| Кан               | Лига 2           | 1996/97          | 18        | 0         | 3     | 0     | 0         | 0         | 21    | 0     |
| Кан               | Итого            | Итого            | 34        | 0         | 6     | 0     | 0         | 0         | 40    | 0     |
| Олимпик Марсель   | Лига 1           | 1997/98          | 3         | 0         | 0     | 0     | 0         | 0         | 3     | 0     |
| Олимпик Марсель   | Лига 1           | 1998/99          | 30        | 0         | 3     | 0     | 9         | 0         | 42    | 0     |
| Олимпик Марсель   | Лига 1           | 1999/00          | 22        | 0         | 2     | 0     | 7         | 1         | 31    | 1     |
| Олимпик Марсель   | Лига 1           | 2000/01          | 30        | 2         | 2     | 0     | 0         | 0         | 32    | 2     |
| Олимпик Марсель   | Итого            | Итого            | 85        | 2         | 7     | 0     | 16        | 1         | 108   | 3     |
| Челси             | Премьер-лига     | 2001/02          | 30        | 1         | 8     | 1     | 3         | 0         | 41    | 2     |
| Челси             | Премьер-лига     | 2002/03          | 38        | 4         | 8     | 0     | 2         | 0         | 48    | 4     |
| Челси             | Премьер-лига     | 2003/04          | 29        | 0         | 5     | 0     | 11        | 1         | 45    | 1     |
| Челси             | Премьер-лига     | 2004/05          | 28        | 2         | 6     | 0     | 12        | 0         | 46    | 2     |
| Челси             | Премьер-лига     | 2005/06          | 34        | 5         | 4     | 0     | 7         | 0         | 45    | 5     |
| Челси             | Итого            | Итого            | 159       | 12        | 31    | 1     | 35        | 1         | 225   | 14    |
| Арсенал (Лондон)  | Премьер-лига     | 2006/07          | 21        | 3         | 2     | 0     | 6         | 0         | 29    | 3     |
| Арсенал (Лондон)  | Премьер-лига     | 2007/08          | 31        | 4         | 3     | 0     | 8         | 0         | 42    | 4     |
| Арсенал (Лондон)  | Премьер-лига     | 2008/09          | 23        | 2         | 4     | 1     | 9         | 3         | 36    | 6     |
| Арсенал (Лондон)  | Премьер-лига     | 2009/10          | 26        | 3         | 1     | 0     | 8         | 1         | 35    | 4     |
| Арсенал (Лондон)  | Итого            | Итого            | 101       | 12        | 10    | 1     | 31        | 4         | 142   | 17    |
| Тоттенхэм Хотспур | Премьер-лига     | 2010/11          | 27        | 0         | 1     | 0     | 8         | 0         | 36    | 0     |
| Тоттенхэм Хотспур | Премьер-лига     | 2011/12          | 15        | 0         | 1     | 0     | 2         | 0         | 18    | 0     |
| Тоттенхэм Хотспур | Премьер-лига     | 2012/13          | 19        | 1         | 0     | 0     | 5         | 0         | 24    | 1     |
| Тоттенхэм Хотспур | Итого            | Итого            | 61        | 1         | 2     | 0     | 15        | 0         | 78    | 1     |
| Перт Глори        | Эй-лига          | 2013/14          | 15        | 1         | 0     | 0     | 0         | 0         | 15    | 1     |
| Перт Глори        | Итого            | Итого            | 15        | 1         | 0     | 0     | 0         | 0         | 15    | 1     |
| Всего за карьеру  | Всего за карьеру | Всего за карьеру | 455       | 28        | 56    | 2     | 97        | 6         | 608   | 36    |